# Catalina Sky Survey

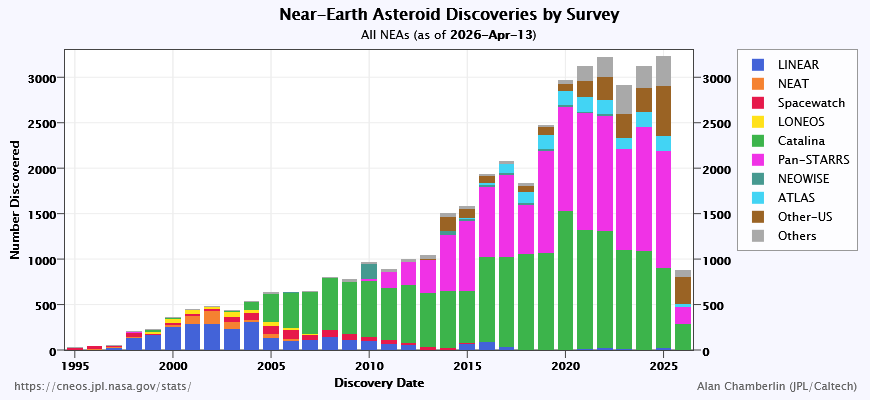
het aantal objecten dat door verschillende projecten gevonden is (CSS - groen)

Catalina Sky Survey (CSS) is een Amerikaans/Australisch project om kometen, planetoïden en dan vooral aardscheerders te vinden. Het zoekt specifiek naar objecten die mogelijk een gevaar vormen bij een eventuele inslag op Aarde. 
The NEO Observations Program (NEOO) is het resultaat van een opdracht van het congres aan NASA in 1998, om een project te starten dat alle objecten groter dan 1 kilometer in doorsnede kon lokaliseren en volgen, met een zekerheid van 90 procent of beter. De Catalina Sky Survey en de verwante Siding Spring Survey (SSS), zoeken naar aardscheerders, en dragen zo bij om de opdracht van het congres te vervullen. 
CSS/SSS gebruikt voor haar observaties drie telescopen: Een 1,5 meter f/2 telescoop op de top van Mount Lemmon, een 68 cm f/ 1.7 Schmidt telescoop in de buurt van Mount Bigelow, beide in het Santa Catalinagebergte ten noorden van Tucson, en een 0,5 meter f/3 Uppsala Schmidt telescoop op het Siding Spring Observatory in Australië. 
In 2005 werd de Catalina Sky Survey voor het eerst de meest productieve lokalisator van aardscheerders en overtrof hiermee de  Lincoln Near-Earth Asteroid Research (LINEAR). Het is sindsdien het meest productieve project gebleven.

## Selectie van de ontdekkingen
- Planetoïde 2006 JY26, 6 mei 2006

Passeerde de Aarde en de Maan van nabij op 9/10 mei 2006 en zou de aarde kunnen raken op 3 mei 2073.
- Planetoïde 2007 WD5, 20 november 2007

Passeerde  Mars van nabij op 9 januari 2008
- Planetoïde 2007 TU24, 11 oktober 2007

Passeerde de Aarde van nabij op 29 januari 2008
- Planetoïde 2008 TC3, 6 oktober 2008

Raakte de Aarde op 7 oktober 2008
- Planetoïde 2012 XE133, 12 december 2012

Bevindt zich tijdelijk in de baan van Venus
- Planetoïde 2020 CD3, 15 februari 2020

Bevindt zich tijdelijk in de baan van Aarde

## CSS/SSS-team
Het CSS-team wordt geleid door Eric J. Christensen van het Lunar and Planetary Laboratory van de Universiteit van Arizona.
Teamleden:
- Steve Larson
- Ed Beshore
- Eric J. Christensen
- Rik Hill
- Richard A. Kowalski
- Alex Gibbs
- Andrea Boattini
- Al Grauer

In Australië:
- Rob McNaught
- Gordon Garradd